# 崔巨業
崔巨業，東漢末年人物，袁紹部下，會占星術。

## 生平
初平三年（192年），袁紹派崔巨業領兵圍故安，久攻不下。撤退時被公孫瓚派三萬人追擊，在巨馬水之戰大破袁紹軍，殺七八千人。
《後漢書》原文:
紹遣將崔巨業將兵數萬攻圍故安不下，退軍南還。瓚將步騎三萬人追擊於巨馬水，大破其众，死者七八千（人）。